# Lac Gyaring
Le Lac Gyaring (tibétain : མཚོ་སྐྱ་རིང་, Wylie : mtsho skya ring), ou sa translittération en chinois, lac Zhaling (chinois : 扎陵湖 ; pinyin : zhālíng hú) est un lac du bassin du fleuve Jaune, au Nord de la ligne de partage des eaux qu'est la cordillère du Kunlun. Il est situé dans la province du Qinghai, en République populaire de Chine.
Son nom signifie en tibétain.